# Sân bay Semera
Sân bay Semera (IATA: SZE, ICAO: HASM) là một sân bay ở Semera, Ethiopia.

## Hãng hàng không và điểm đến
| Hãng hàng không    | Các điểm đến                                  |
| ------------------ | --------------------------------------------- |
| Ethiopian Airlines | Addis Ababa, Bahir Dar, Gondar, Mekele, Shire |